# یوکای صابونی
یوکای صابونی (نام علمی: Yucca elata) نام یک گونه از سرده یوکا است.